# Thorvald Stoltenberg
Thorvald Stoltenberg (9. července 1931 Oslo – 13. července 2018 Oslo) byl prominentním norským politikem. Byl na postu ministra obrany (1979–1981) a ministra zahraničních věcí (1987–1989 a 1990–1993) ve dvou vládách Norské dělnické strany.
Mezi lety 1989 a 1990 byl jmenován norským velvyslancem při OSN. V roce 1990 se stal Vysokým komisařem Organizace spojených národů pro uprchlíky a v roce 1993 byl jmenován zvláštním vyslancem generálního tajemníka OSN pro bývalou Jugoslávii. Od roku 1998 je předsedou norského Červeného kříže. V roce 2003 byl předsedou Mezinárodního institutu pro demokracii a volební podporu (International Institute for Democracy and Electoral Assistance - International IDEA). Byl také členem Trilaterální komise.
Jeho syn Jens Stoltenberg byl norským ministerským předsedou, od roku 2014 je generálním tajemníkem NATO.

## Mládí, zajímavosti
Jako mladý byl Thorvald Stoltenberg zapojen v organizaci pro maďarské uprchlíky, kteří utíkali kvůli sovětské invazi v roce 1956. V jedné konkrétní situaci při evakuaci uprchlíků lodí skočil do silného proudu, aby zachránil jednoho z prchajících. Jeden z dalších zachránců, americký novinář Barry Farber, to označil za největší akt odvahy, jaký kdy viděl. Stoltenberg si tento zážitek nechal pro sebe a zveřejnil ho Farber až v prosinci 2005 v norské talk-show Først & sist.